# Лесхоз (51-й квартал, город Лесной)
51-й кварта́л Лесно́го (ранее именовавшийся Лесхо́з) — ликвидированный военный городок (посёлок) в городском округе «Город Лесной» Свердловской области. Являлся одной из Центральных баз хранения ядерных боеприпасов 12-го Главного управления Министерства обороны СССР (Объект «С»). Существовал до 2002 года. Ныне 51-й квартал города Лесной.

## География
Посёлок располагался в 210 км (230 км по автодороге) к северо-западу от Екатеринбурга, у границы Свердловской области и Пермского края, в 16 км к юго-западу от города Лесного, на слиянии речек Митрофановка и Чёрная (правого притока р. Большая Именная, являющейся левым притоком Туры и впадающей в Нижне-Туринское водохранилище).

## История
Строительство секретного объекта под кодовым названием «Лесхоз» началось в 1952 году в глухой уральской тайге силами военных и около тысячи заключённых Красногорского ИТЛ (до 1953 года — ИТЛ № 1418, ИТЛ строительства № 514). Возникновение и задачи посёлка тесно связаны с заводом № 418. Начинали с прокладки многокилометровой бетонной дороги, на которой было задействовано несколько бригад женщин из числа заключённых.
Курировавший выполнение советского Атомного проекта заместитель Председателя Совета министров СССР Лаврентий Павлович Берия, требовал завершить строительство объекта в течение года. Однако решение задачи осложнялось недостаточной механизацией и значительной удалённостью площадки от Базы-9 (Свердловск-45, Лесной). На место несколько раз приезжал ближайший соратник Берии, генерал-лейтенант госбезопасности Павел Мешик.
«Лесхоз» являлся арсеналом, откуда боеприпасы поступали в закреплённые за ним войсковые базы хранения. Закладка боеприпасов на хранение началась в 1954 году, когда строительство отдельных надземных и подземных хранилищ ещё продолжалось. Толщина железобетонных стен складов доходила до четырёх и более метров, они могли выдержать ненаправленный ядерный взрыв. Параллельно строился жилой посёлок войсковой части 32136 (40274), занимавшейся хранением, сборкой и обслуживанием произведённых на заводе № 418 специзделий.
Другое своё название — «51-й квартал» — этот населённый пункт получил по номеру здешнего участка лесного хозяйства. Хоть посёлок и считался фактически частью Свердловска-45, но относились они к разным ведомствам: Свердловск-45 — к Минсредмашу, а 51-й — к Министерству обороны СССР. Управление посёлком осуществлял командир части в звании генерал-майора. Большинство личного состава составляли офицеры.
К 1970 году число военных в городке существенно сократили. При этом использовалось единственное подземное хранилище, где держали заряды для утилизации.
До конца 1980-х годов въезд в посёлок осуществлялся по специальным пропускам, отличным от пропусков в Свердловск-45. Жизнь в посёлке была довольно обеспеченной и комфортной. Отмечалось прекрасное по тем временам снабжение товарами. Имелись продуктовый и промтоварный магазины, баня, прачечная, медпункт. Действовали ясли и детский сад, почтовое отделение, библиотека. Имелся клуб, где работали кружки, показывали кино, проводились поселковые собрания и праздники. Сюда приезжали с концертами творческие коллективы из Свердловска-45. Работала школа-восьмилетка, которую впоследствии сократили до начальной, а в 1990-х годах закрыли.
В период развала СССР воинская часть была переведена на новое место, посёлок лишился финансирования. Люди стали уезжать. На пустующих площадях в это время стали возникать частные предприятия. Одно из успешных — ТОО «Элмопровод» по производству медной проволоки. Однако в конце 1990-х годов «Элмопровод» прекратил свою деятельность (ликвидирован в 2003 году), а 51-й квартал вошел в состав Городского округа «Город Лесной».
Депутатами Думы Лесного посёлок был признан неперспективным. На заседании 5 августа 1998 года рассмотрен вопрос об утверждении программы переселения его жителей. В 2002 году отселение жителей завершилось, и населённый пункт «51-й квартал» (Лесхоз) прекратил существование.
Спустя годы, брошенные на территории 51 квартала кирпичные строения превратились в руины. К началу 2022 года в посёлке обитают исключительно немногочисленные дачники. В окрестной тайге можно обнаружить остовы мощных надземных и подземных железобетонных объектов, где иногда орудуют заезжие сталкеры и диггеры.
Название «51-й квартал» сохраняется в бытовом общении жителей Лесного.